# Lingua proto-vasconica
La lingua proto-vasconica è l'ipotetica lingua preindoeuropea e paleoeuropea da cui discenderebbe la famiglia delle lingue vasconiche.

## Classificazione
La famiglia linguistica vasconica, allo stato attuale, è composta da due lingue riconosciute: la lingua basca e l'estinta lingua aquitana. Se la parentela tra queste due lingue resta un fatto indiscusso, è ancora vivo il dibattito tra linguisti e glottologi su quale sia il rapporto esistente tra queste due lingue; infatti, sono state attualmente formulate due ipotesi:
- La lingua aquitana coinciderebbe con la lingua proto-basca, la presunta lingua antenata della moderna lingua basca
- La lingua aquitana e la lingua proto-basca sarebbero due "lingue sorelle" discendenti da un antenato comune

Pertanto, secondo la prima ipotesi, sussisterebbe una sostanziale coincidenza tra la lingua aquitana, la lingua proto-basca e la lingua proto-vasconica. Oppure, in accordo con la seconda ipotesi, la lingua proto-vasconica rappresenterebbe l'antenato comune da cui discenderebbero la lingua aquitana e la lingua proto-basca. Tuttavia, va chiarito come la lingua proto-basca e la lingua proto-vasconica non dispongano di alcun tipo di attestazione scritta, pertanto, si è potuto ricostruirle solo attraverso il metodo della ricostruzione interna, la cui accuratezza è stata spesso messa in dubbio.
Oltre queste lingue si pensa che anche l'iberico e il proto sardo facessero parte di questa famiglia, ma non è ancora certo.

## Ipotesi del substrato vasconico
Theo Vennemann individuò nella lingua proto-vasconica la spiegazione all'ipotesi del substrato preindoeuropeo nel proto-germanico, a sua volta proposta da Sigmund Feist, costruendo la sua ipotesi del substrato vasconico. Infatti, Vennemann tentò di giustificare le presunte radici non indoeuropee di una parte dei vocaboli individuati da Feist e di una lunga serie di toponimi europei attribuendole a un antichissimo gruppo di lingue imparentate fra loro, le quali sarebbero state parlate nell'Europa del Paleolitico, prima dell'arrivo degli Indoeuropei e dell'espansione dell'agricoltura del Neolitico. Pertanto, secondo Vennemann i migranti di lingua indoeuropea incontrarono nel nord Europa persone di lingua vasconica, che avevano già denominato fiumi, montagne e insediamenti. Questa famiglia linguistica, che sarebbe all'origine di gran parte dei substrati preindoeuropei in Europa e di cui la moderna lingua basca dovrebbe essere l'ultima sopravvissuta, viene classificata da Vennemann un ramo delle protolingue denecaucasiche.

### Le presunte radici vasconiche presenti nell'idronimia europea
Secondo Vennemann, gran parte dei fiumi in Europa porterebbe nomi che sembrerebbero riferirsi a poche parole o elementi lessicali. Ad esempio, ha proposto un collegamento tra le parole basche, ibai "fiume" e ibara "valle, foce del fiume" e i seguenti nomi di fiumi:
- Ebro (Spagna), antico Iberus al tempo dei romani,
- Ibar (Serbia, Montenegro),
- Ebrach, Ibra (Germania),
- Ybbs (Austria), (un tempo Ibisa)
- Imera, Sicilia, (Italia)

Un altro collegamento proposto da Vennemann sussisterebbe tra il termine basco iz "acqua" e l'elemento is (anche eis), che compare in più di 200 nomi, dalla Norvegia all'Italia, dalla Spagna alla Russia:
- Iselfjiorden (Norvegia),
- Ispica (dall'antico fiume Hyspa), Sicilia, (Italia)
- Isarco (Italia),
- Isainka (Russia),
- Iesla` (Lituania),
- Jizera (Repubblica Ceca),
- IJssel (Paesi Bassi),

Disseminati altrettanto frequentemente sono i nomi di corsi d'acqua con ur (aur), var (ver),sal (salm) o al (alm). Alcuni esempi di nomi in ur- (corso d'acqua, ruscello) sono:
- Urula (Norvegia),
- Irwell (Gran Bretagna),
- Auerbach, Urbach, Urach, Aurach (Germania),
- Irrsee (Austria),
- Aroffe (antico Urofia), Huriel (Francia),
- Urura, Urola (Spagna),
- Urwis (Polonia),
- Ura (Russia).

Tra i nomi in var- esistono in Germania:
- Warne,"Warmenau","Werre".

Tra i nomi in sal-:
- Saale,
- Sale,
- Selz (anticamente salusia)
- Selke (antica Salica)

Tra i nomi in al- in Germania:
- Aller,
- Alm,
- Alme da Almana e Alme da Almara

mentre nella penisola iberica:
- Alba,
- Alenza,
- Almar,
- Almanza,
- Almonte

### Baschi e Berberi
L'idea di una connessione tra le lingue celtiche insulari e le lingue afroasiatiche risale a John Davies (1632) e fu ampliato da John Morris-Jones nel 1913. Vennemann riprese queste ipotesi per ampliare la sua ipotesi del substrato vasconico; infatti, individuò alcuni toponimi sulla costa atlantica che a sua avviso non erano né vasconici né indoeuropei. Pertanto, lo studioso tedesco propose che la loro origine vada individuata in lingue imparentate con il gruppo camito-semita, che Vennemann chiamò lingue atlantiche. Questi parlanti di lingua afroasiatiche, che Vennemann associò alla cultura megalitica europea, avrebbero fondato colonie costiere in Europa dal V millennio a.C. e successivamente occupato alcune regioni dell'entroterra. Il lascito di queste popolazioni sarebbero stati influenze nel lessico e nella struttura delle lingue indoeuropee, in particolare un superstrato nelle lingue germaniche e un substrato nelle lingue celtiche insulari. Vennemann costruì la sua ipotesi sull'affermazione che le presunte radici non-indoeuropee presenti nelle lingue germaniche appartengono molto spesso a campi semantici tipici dei prestiti di una lingua superstratum, come la guerra, il diritto e la vita comunitaria. Così Vennemann propose etimologie afroasiatiche per parole di origine sconosciuta o controversa; per esempio, mise in relazione l'inglese bee "ape "con l'egiziano bj-t o l'endonimo Éire, derivato da *īwerijū con *ʼj-wrʼ(m), "isola (di) rame", accostandolo all'accadico weriʼum "rame". Altre prove di un superstrato afroasiatico che Vennemann porta includerebbero un'influenza afroasiatica sulla forma germanica del sistema ablaut indoeuropeo e somiglianze tra il paganesimo germanico e la mitologia mesopotamica, come il parallelismo tra Freyja e Ishtar, dee della guerra e dell'amore. Per quanto riguarda le lingue celtiche insulari, un fattore chiave era l'ordine delle parole dominante, rispetto ad altre lingue indoeuropee, insieme alle corrispondenze lessicali. Inoltre, Vennemman identificò i Pitti come un gruppo di Fenici. Le posizioni di Vennemann incontrarono il sostegno di Julius Pokorny (1927-1949) e di Heinrich Zimmer (1898).

## Critiche all'ipotesi del substrato vasconico
Le ipotesi di Vennmann sono state ampiamente respinte dalla maggioranza dei glottologi. Già il linguista Hans Krahe riuscì a spiegare l'idronimia antica europea come di origine indoeuropea (tuttavia, anch'essa ampiamente criticata), mentre le ipotesi di Vennemann sulla toponomastica e l'idronimia sono state contrastate da vari linguisti come Kitson (1996), e Baldi e Richard (2006), che hanno sottolineato come sia di gran lunga più probabile un'etimologia indoeuropea per la maggior parte degli idronimi europei più insoliti. Il linguista tedesco Dieter H. Steinbauer ha sostenuto che è difficile argomentare sulla base del basco in quanto il suo status di lingua isolata implica l'assenza di dati storici sufficienti alla ricostruzione di un sostrato ilinguistico, inoltre, il basco stesso ha adottato molte parole dalle lingue indoeuropee. Steinbauer criticò Vennemann anche per aver supposto che una lingua substratale vasconica condividesse necessariamente con il basco caratteristiche dei gruppi di consonantici presenti nelle radici e per diversi difetti metodologici, concludendo che «un discorso scientifico con Vennemann deve affrontare ostacoli insormontabili». Hayim Y. Sheynin, professore di letteratura ebraica al Gratz College, recensì criticamente l'opera Europa Vasconica – Europa Semitica (2003) nella quale Vennemann espose le sue argomentazioni a favore dell'esistenza di un superstrato afroasiatico nelle lingue germaniche. Sheynin concluse che gli argomenti di Vennemann erano inaccettabili per diversi motivi. Notò che Vennemann basava parti importanti della sua ipotesi su una letteratura obsoleta e criticamente rifiutata, che molte delle parole presentate da Vennemann come prova di un superstrato afroasiatico non erano altro che "semplici somiglianze sonore ad hoc" e che le affermazioni di Vennemann potevano essere classificate in una gamma che andava dal "discutibile" al "ridicolo". In sintesi, Sheynin concluse sostenendo «che [Vennemann] ha fallito in questo libro non solo come linguista comparativo, o etimologo, ma anche nella sua ristretta specializzazione come germanista [...]. In breve, consideriamo il libro un completo fallimento». Il libro è stato recensito nel 2006 anche da Baldi e Page (in Lingua, vol. 116, n. 12). I due studiosi furono critici anche per quel che concerne le ipotesi in merito alle lingue celtiche insulari, poiché non esistono iscrizioni fenicie in Gran Bretagna, quindi la prova di una presenza stanziale di mercanti fenici sull'isola dipendeva esclusivamente da prove di tipo linguistico. Baldi e Page affermarono che la forza delle proposte di Vennemann risiedeva solo nelle sue argomentazioni lessicali, che meritavano una seria considerazione. Tuttavia, rispetto ad altre teorie, il V millennio a.C. è una datazione troppo alta per la presenza di parlanti celtici in Gran Bretagna, pertanto Mallory ritenne più probabile datarne la presenza attorno al 1000 a.C. Eska (1994), invece, sostenne che il cambiamento dall'ordine delle parole dal celtico continentale al celtico insulare è molto più probabilmente legato a cause interne. La visione di Vennemann sulla cultura megalitica non è supportata dalla comunità archeologica, che interpreta l'origine della loro costruzione a livello locale, seguita da una diffusione lungo l'Europa oceanica. In ogni caso, ciò sarebbe avvenuto molto prima della comparsa della cultura del vaso campaniforme o di qualsiasi possibile influenza della cultura della ceramica cardiale dal Mediterraneo. Nonostante l'origine dei Pitti rimanga poco chiara, la teoria di gran lunga più accettata li ritiene una popolazione celtica, in quanto mancano prove evidenti di una loro appartenenza a qualsivoglia gruppo preindoeuropeo.